# Kleine Huisjes
Kleine Huisjes est un village qui fait partie de la commune de Het Hogeland dans la province néerlandaise de Groningue.
Le village a été créé au XIXe siècle. Au début, le village était habité par des journaliers, travaillent dans les champs des polders gagnés sur les schorres.